# Grandmaster Flash and the Furious Five
Grandmaster Flash and the Furious Five fue un influyente grupo estadounidense de hip hop formado en South Bronx, Nueva York, en 1978 con sus 6 integrantes, aunque su origen como The 3 MC's es de 1976.
  Compuesto de un DJ (Grandmaster Flash) y cinco raperos (Melle Mel, Kidd Creole, Cowboy, Mr. Ness/Scorpio y Rahiem), el uso por el grupo del turntablism y la forma de pinchar mediante breakbeats tuvo un impacto determinante en el desarrollo de la música rap.
El grupo llegó a la fama en los primeros años de la década de 1980 con su primer sencillo, "Freedom", y posteriormente con su magnum opus, "The Message", que suele citarse como una de las más influyentes en la historia del hip hop. En 1983, las relaciones entre Grandmaster Flash y Melle Mel comenzaron a tensarse, llevando al desmantelamiento del grupo. Se organizó una reunión en 1987, publicando un nuevo álbum, que recibió tibias críticas. Posteriormente, el sexteto se disolvió definitivamente.
En total, el grupo estuvo activo durante cinco años y publicó dos álbumes de estudio. En 2007, se convirtieron en el primer grupo de rap de la historia en ser ingresado al Rock and Roll Hall of Fame.

## Discografía

### Álbumes

#### Estudio
| Año  | Título                                                              | Posición en listas | Posición en listas | Posición en listas |
| Año  | Título                                                              | EE. UU. top 200    | EE. UU. R&B        | U.K.               |
| ---- | ------------------------------------------------------------------- | ------------------ | ------------------ | ------------------ |
| 1982 | The Message - Publicado: 1982 - Sello: Sugar Hill Records           | 53                 | 8                  | 77                 |
| 1988 | On the Strength - Publicado: abril de 1988 - Sello: Elektra Records | 189                | —                  | —                  |

#### Recopilatorios
| Año  | Título | Posición en listas | Posición en listas | Posición en listas | Posición en listas |
| Año  | Título | EE. UU. top 200    | EE. UU. R&B        | CAN                | U.K.               |
| ---- | --- | ------------------ | ------------------ | ------------------ | ------------------ |
| 1983 | Grandmaster Flash & the Furious Five - Publicado: 1983 - Sello: Sugar Hill Records                                                                           | —                  | —                  | —                  |                    |
| 1984 | Greatest Messages - Publicado: 1984 - Sello: Sugar Hill Records                                                                                              | —                  | —                  | —                  | 41                 |
| 1993 | The Greatest Hits - Publicado: 2006 - Sello: Sequel (UK) | —                  | —                  | —                  | —                  |
| 1994 | Message from Beat Street: The Best of Grandmaster Flash, Melle Mel & the Furious Five - Publicado: 19 de abril de 1994 - Sello: Rhino Records                | —                  | —                  | —                  | —                  |
| 1996 | The Adventures of Grandmaster Flash, Melle Mel & the Furious Five: More of the Best - Publicado: 1 de julio de 1996 - Sello: Rhino Records                   | —                  | —                  | —                  | —                  |
| 1997 | The Greatest Mixes - Publicado: 1997 - Sello: Sanctuary | —                  | —                  | —                  | —                  |
| 1999 | Adventures on the Wheels of Steel - Publicado: 1999 - Sello: Castle Music                                                                                    | —                  | —                  | —                  | —                  |
| 1999 | The Showdown: The Sugarhill Gang Vs. Grandmaster Flash & The Furious Five - Publicado: 2 de febrero de 1999 - Sello: Rhino Records / Warner-Elektra-Atlantic | —                  | —                  | —                  | —                  |
| 2005 | Essential Cuts - Publicado: 27 de junio de 2005 - Sello: Union Square Music                                                                                  | —                  | —                  | —                  | —                  |
| 2006 | Grandmaster Flash, Melle Mel and the Furious Five: The Definitive Groove Collection - Publicado: 8 de agosto de 2006 - Sello: Rhino Records                  | —                  | —                  | —                  | —                  |
| 2007 | The Essential - Publicado: 12 de febrero de 2007 - Sello: Union Square Music                                                                                 | —                  | —                  | —                  | —                  |
| 2010 | Kings of the Streets - Publicado: 2010 - Sello: Sanctuary / Universal                                                                                        | —                  | —                  | —                  | —                  |

#### Durante la disolución

##### Grandmaster Flash
| Año  | Título                                                                   | Posición en listas | Posición en listas | Posición en listas | Posición en listas |
| Año  | Título                                                                   | EE. UU. top 200    | EE. UU. R&B        | CAN                | U.K.               |
| ---- | ------------------------------------------------------------------------ | ------------------ | ------------------ | ------------------ | ------------------ |
| 1985 | They Said It Couldn't Be Done - Publicado: 1985 - Sello: Elektra Records | —                  | 35                 | —                  | 95                 |
| 1986 | The Source - Publicado: 1986 - Sello: Elektra Records                    | 145                | 27                 | —                  | —                  |
| 1987 | Ba-Dop-Boom-Bang - Publicado: 1987 - Sello: Elektra Records              | 197                | 43                 | —                  | —                  |

##### Grandmaster Melle Mel and the Furious Five
| Año  | Título                                                                                   | Posición en listas | Posición en listas | Posición en listas | Posición en listas |
| Año  | Título                                                                                   | U.S. top 200       | U.S. R&B           | CAN                | U.K.               |
| ---- | ---------------------------------------------------------------------------------------- | ------------------ | ------------------ | ------------------ | ------------------ |
| 1984 | Grandmaster Melle Mel and the Furious Five - Publicado: 1984 - Sello: Sugar Hill Records | —                  | 43                 | —                  | 45                 |
| 1989 | Piano - Publicado: 1989 - Sello: New Day Records                                         | —                  | —                  | —                  | —                  |

### Sencillos
| Año  | Sencillo                                                       | Máxima posición en listas | Máxima posición en listas | Máxima posición en listas | Máxima posición en listas | Álbum             |
| Año  | Sencillo                                                       | U.S. Hot 100              | U.S. R&B                  | U.S. Rap                  | UK                        | Álbum             |
| ---- | -------------------------------------------------------------- | ------------------------- | ------------------------- | ------------------------- | ------------------------- | ----------------- |
| 1979 | "We Rap More Mellow" (bajo el nombre Younger Generation)       | —                         | —                         | —                         | —                         | N/A               |
| 1979 | "Flash to the Beat" (live) (bajo el nombre Flash and the Five) | —                         | —                         | —                         | —                         | N/A               |
| 1979 | "Superappin'"                                                  | —                         | —                         | —                         | —                         | N/A               |
| 1980 | "Freedom"                                                      | —                         | 19                        | —                         | —                         | N/A               |
| 1980 | "The Birthday Party"                                           | —                         | —                         | —                         | —                         | N/A               |
| 1981 | "The Adventures of Grandmaster Flash on the Wheels of Steel"   | —                         | 55                        | —                         | —                         | N/A               |
| 1981 | "It's Nasty"                                                   | —                         | —                         | —                         | —                         | The Message       |
| 1981 | "Scorpio"                                                      | —                         | —                         | —                         | 77                        | The Message       |
| 1982 | "The Message"                                                  | 62                        | 4                         | —                         | 8                         | The Message       |
| 1983 | "New York New York"                                            | —                         | —                         | —                         | 82                        | Greatest Messages |
| 1988 | "Gold"                                                         | —                         | —                         | —                         | —                         | On the Strength   |
| 1988 | "Magic Carpet Ride" (featuring Steppenwolf)                    | —                         | —                         | —                         | —                         | On the Strength   |

#### Durante la disolución

##### Grandmaster Flash
| Año  | Sencillo                      | Máxima posición en listas | Máxima posición en listas | Máxima posición en listas | Máxima posición en listas | Álbum                         |
| Año  | Sencillo                      | U.S. Hot 100              | U.S. R&B                  | U.S. Rap                  | UK                        | Álbum                         |
| ---- | ----------------------------- | ------------------------- | ------------------------- | ------------------------- | ------------------------- | ----------------------------- |
| 1984 | "Sign of the Times"           | —                         | 55                        | —                         | 72                        | They Said It Couldn't Be Done |
| 1985 | "Alternate Groove"            | —                         | —                         | —                         | —                         | They Said It Couldn't Be Done |
| 1985 | "Girls Love the Way He Spins" | —                         | 54                        | —                         | —                         | They Said It Couldn't Be Done |
| 1986 | "Behind Closed Doors"         | —                         | —                         | —                         | —                         | The Source                    |
| 1986 | "Style (Peter Gunn Theme)"    | —                         | 54                        | —                         | —                         | The Source                    |
| 1987 | "All Wrapped Up"              | —                         | —                         | —                         | —                         | Ba-Dop-Boom-Bang              |
| 1987 | "U Know What Time It Is"      | —                         | 57                        | —                         | —                         | Ba-Dop-Boom-Bang              |

##### Grandmaster Melle Mel and the Furious Five
| Año  | Sencillo                                                                   | Máxima posición en listas | Máxima posición en listas | Máxima posición en listas | Máxima posición en listas | Álbum                                      |
| Año  | Sencillo                                                                   | U.S. Hot 100              | U.S. R&B                  | U.S. Rap                  | UK                        | Álbum                                      |
| ---- | -------------------------------------------------------------------------- | ------------------------- | ------------------------- | ------------------------- | ------------------------- | ------------------------------------------ |
| 1982 | "Message II (Survival)" (bajo el nombre Melle Mel & Duke Bootee)           | —                         | —                         | —                         | —                         | N/A                                        |
| 1983 | "White Lines (Don't Don't Do It)" (bajo el nombre Grandmaster & Melle Mel) | —                         | 47                        | —                         | 7                         | Grandmaster Melle Mel and the Furious Five |
| 1984 | "Beat Street Breakdown"                                                    | 86                        | 8                         | —                         | 42                        | Banda sonora de Beat Street                |
| 1984 | "Jesse"                                                                    | —                         | 73                        | —                         | 83                        | N/A                                        |
| 1984 | "Step Off"                                                                 | —                         | —                         | —                         | 8                         | N/A                                        |
| 1984 | "We Don't Work for Free"                                                   | —                         | —                         | —                         | 45                        | Grandmaster Melle Mel and the Furious Five |
| 1985 | "King of the Streets"                                                      | —                         | —                         | —                         | —                         | N/A                                        |
| 1985 | "Pump Me Up"                                                               | —                         | —                         | —                         | 45                        | N/A                                        |
| 1985 | "World War III"                                                            | —                         | —                         | —                         | 97                        | Grandmaster Melle Mel and the Furious Five |
| 1985 | "Vice"                                                                     | —                         | 90                        | —                         | —                         | Miami Vice I                               |